# Bordères-Louron
Bordères-Louron (okzitanisch: Bordèras de Loron) ist eine französische Gemeinde mit 143 Einwohnern (Stand 1. Januar 2022) im Département Hautes-Pyrénées in der Region Okzitanien (zuvor Midi-Pyrénées). Sie gehört zum Arrondissement Bagnères-de-Bigorre und zum Kanton Neste, Aure et Louron. Die Bewohner nennen sich „Borderais“.

## Geographie
Die Gemeinde liegt in den Pyrenäen in der historischen Provinz Bigorre, in der Landschaft Pays d’Aure, etwa 42 Kilometer südöstlich von Bagnères-de-Bigorre im Vallée du Louron.
Bordères-Louron liegt im Vallée du Louron genannten Tal, am Ursprung des Flusses Neste du Louron. Der Großteil des Gemeindegebietes stellt überwiegend unwegsames Bergland in Höhenlagen und Wald bis an die 2000 Meter dar. Da dies kaum besiedelt ist, ergibt sich eine geringe Bevölkerungsdichte. Der Montious ist mit 2159 m über dem Meer die höchste Erhebung im Gemeindegebiet. Im Osten grenzt die Gemeinde an das Département Haute-Garonne.

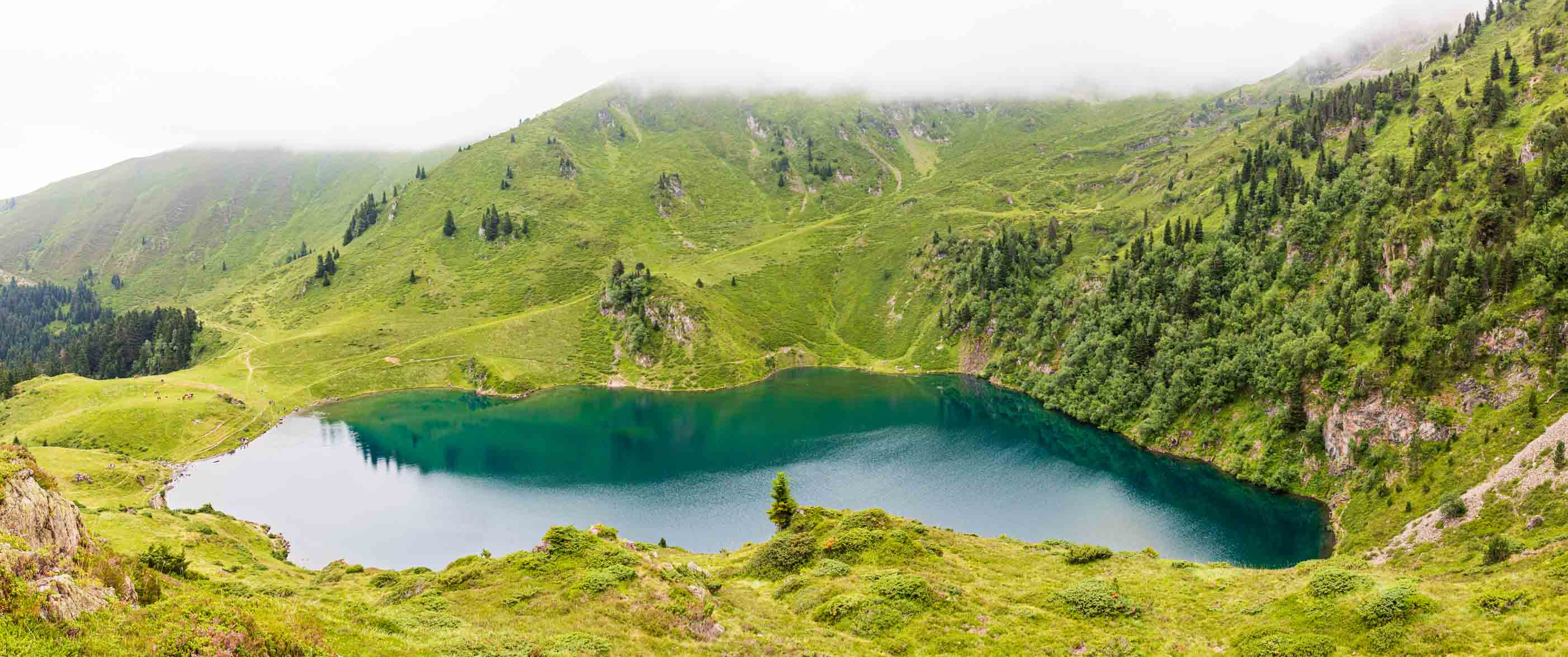
Karsee Lac-de-Bareilles
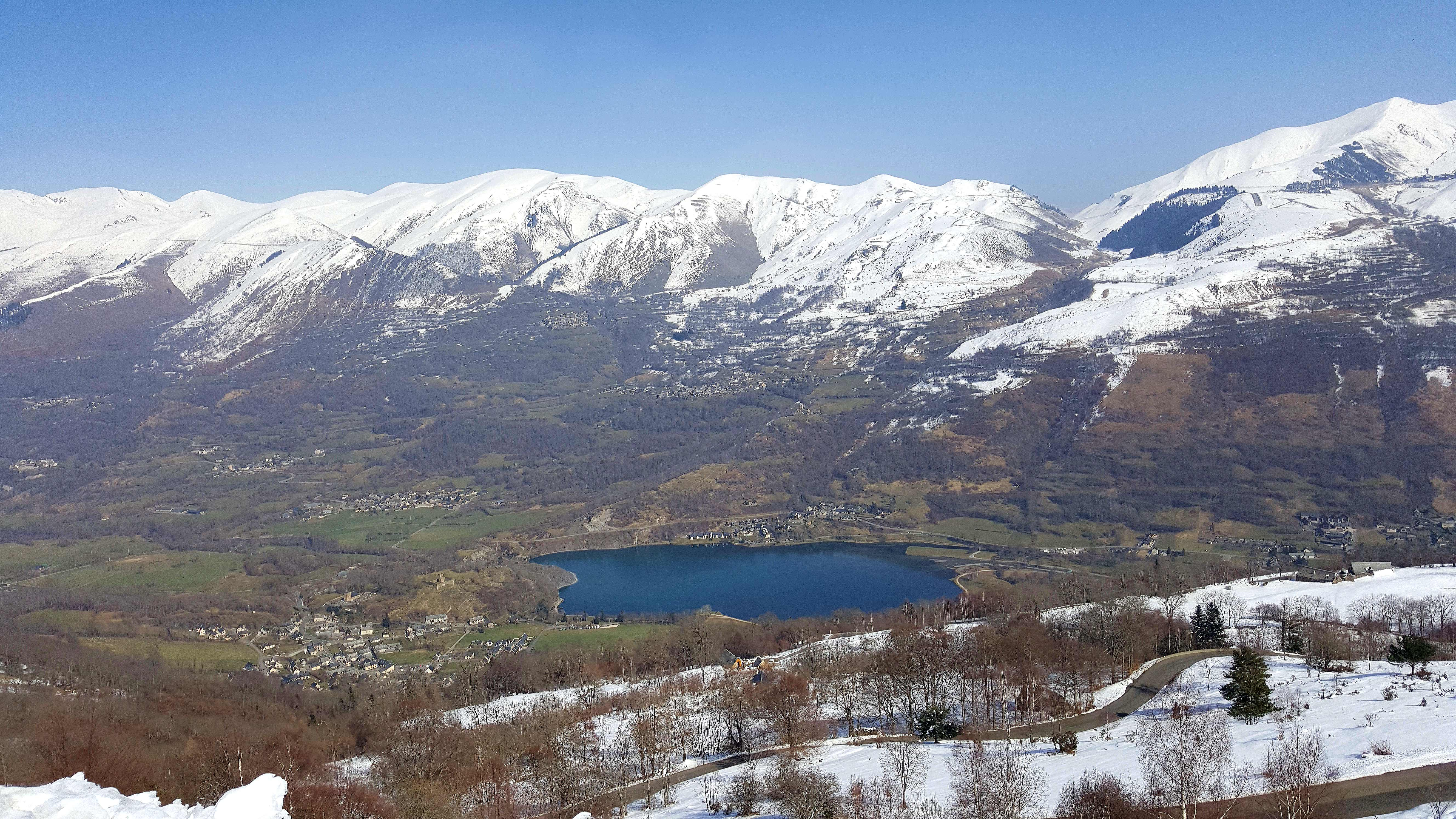
Der 2159 m hohe Montious (etwa in der Mitte)

## Nachbargemeinden
| Lançon | Cazaux-Debat, Ris                           | Bareilles     |
|        | Kompassrose, die auf Nachbargemeinden zeigt | Bourg-d’Oueil |
| Gouaux | Avajan, Cazaux-Fréchet-Anéran-Camors        |               |

## Geschichte
Die Gemeinde entstand 1972 durch den Zusammenschluss der Gemeinden „Bordères-Louron“ und „Ilhan“. Letztere hatte nicht mehr genug Einwohner, um eigenständig zu bleiben.

### Bevölkerungsentwicklung
| Jahr                       | 1962 | 1968 | 1975 | 1982 | 1990 | 1999 | 2009 | 2020 |
| Einwohner                  | 145  | 145  | 132  | 132  | 115  | 148  | 157  | 139  |
| Quellen: Cassini und INSEE |      |      |      |      |      |      |      |      |

## Sehenswürdigkeiten
Die Gemeinde verfügt über mehrere Kulturdenkmäler.
- romanische Pfarrkirche Saint-Germé in Ilhan aus dem 12. und 13. Jahrhundert mit Umbauten aus dem 16. Jahrhundert
- Kirche Mariä Himmelfahrt, erbaut im 19. Jahrhundert
- Mauerreste eines Schlosses, das im 13. Jahrhundert errichtet und 1740 bei einem Brand zerstört wurde
- mehrere Lavoirs (ehemalige öffentliche Waschhäuser)

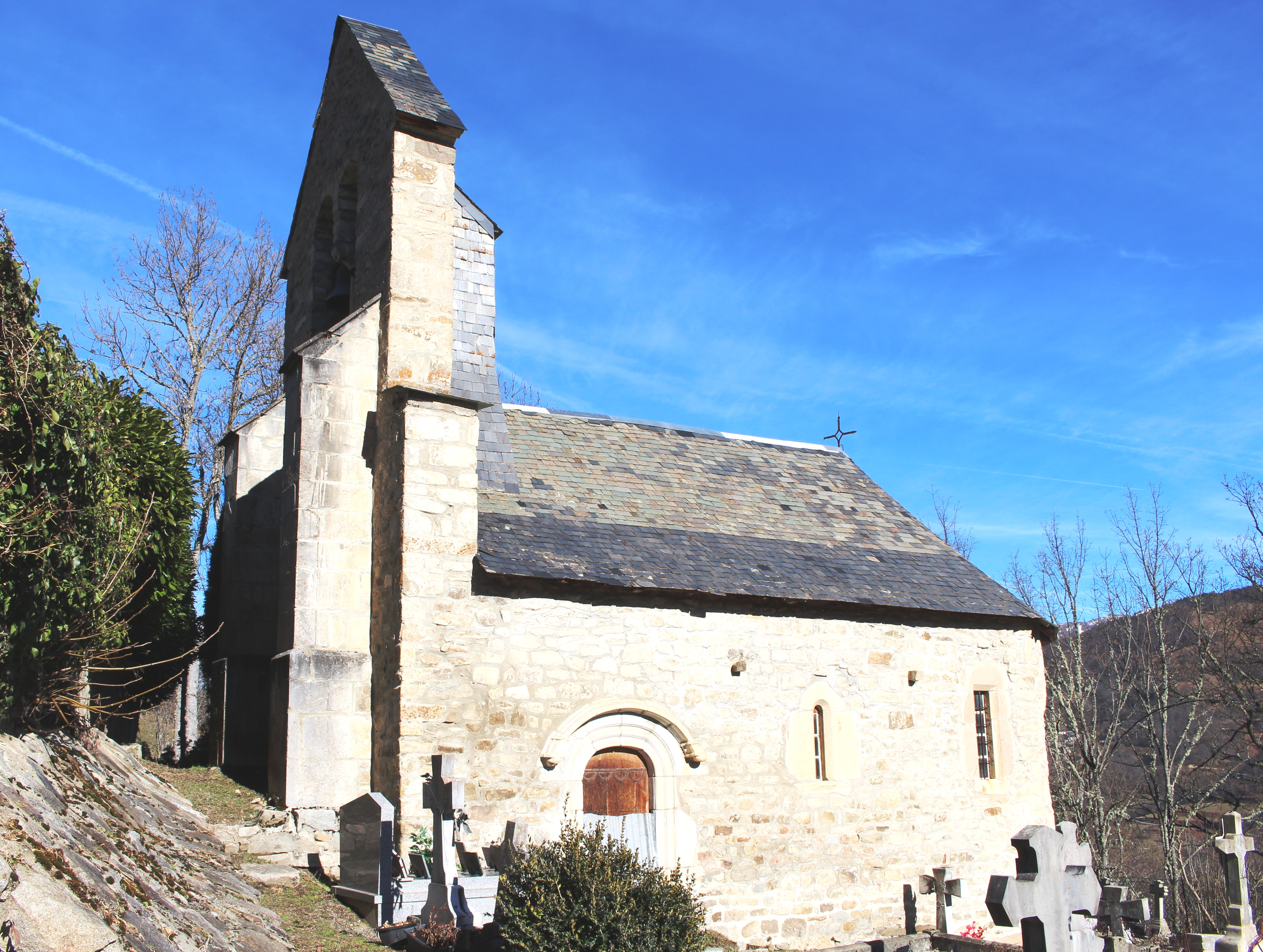
Kirche Saint-Germé
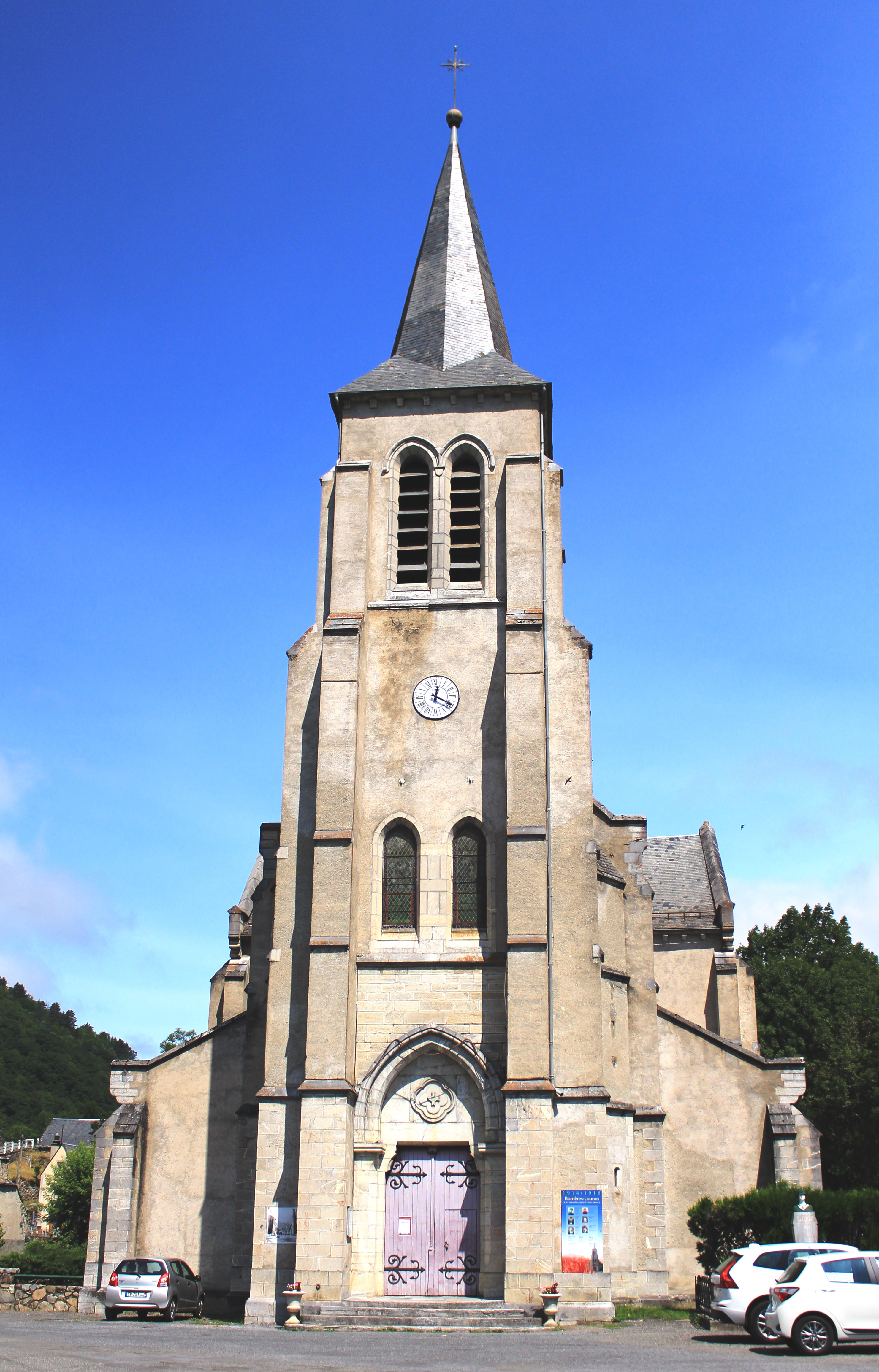
Kirche Mariä Himmelfahrt
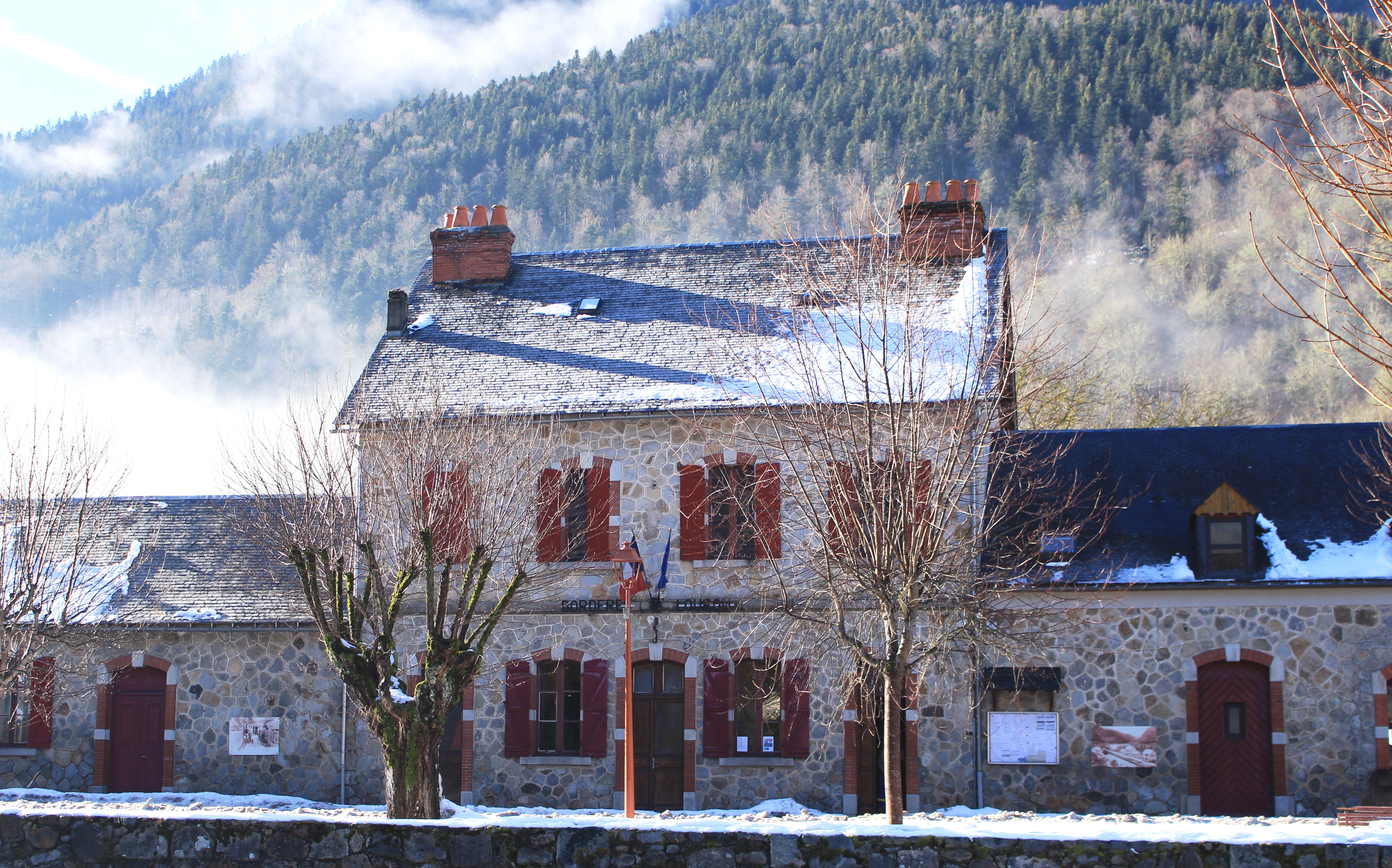
Rathaus (mairie)
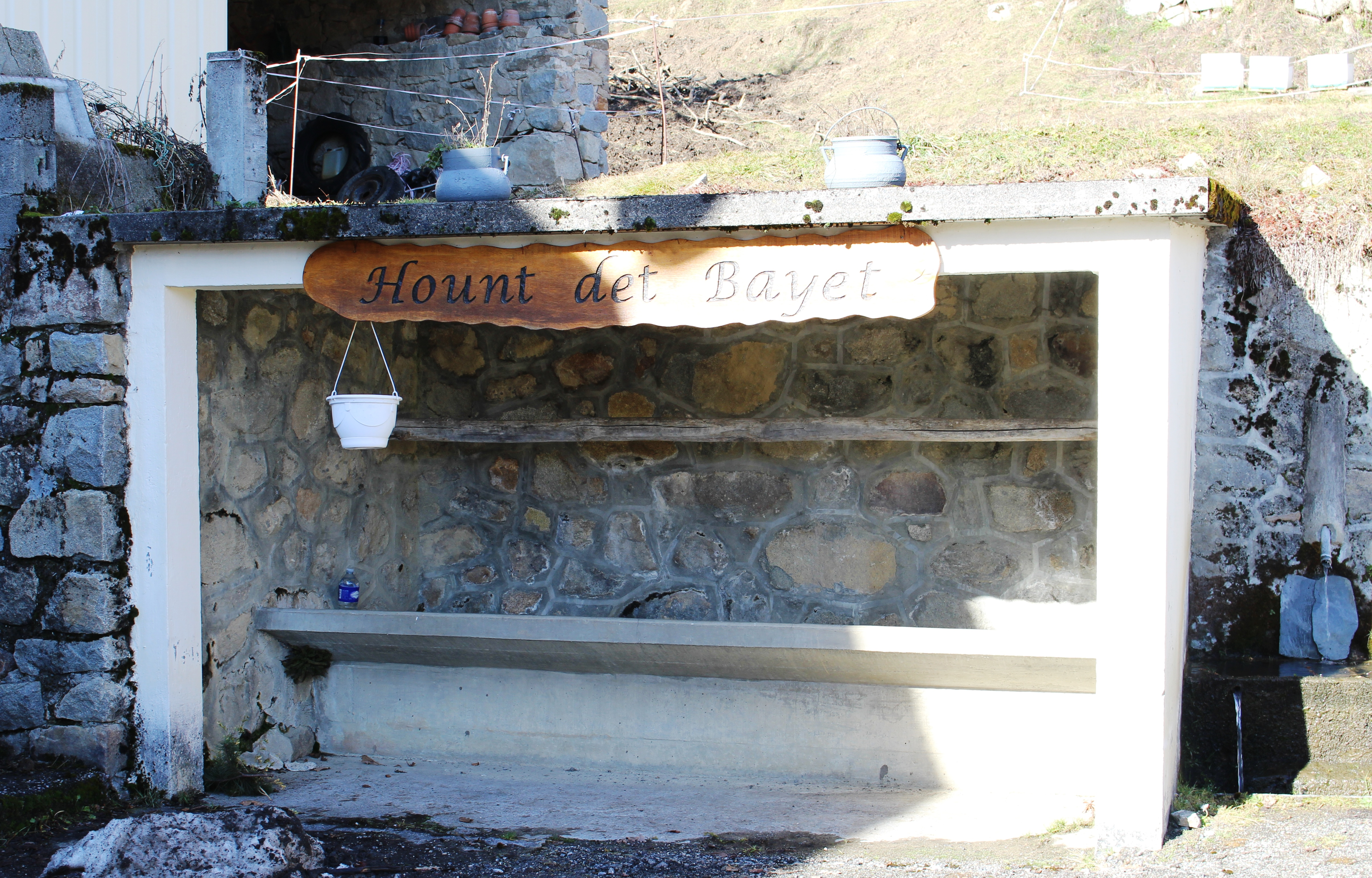
Lavoir in Ilhan
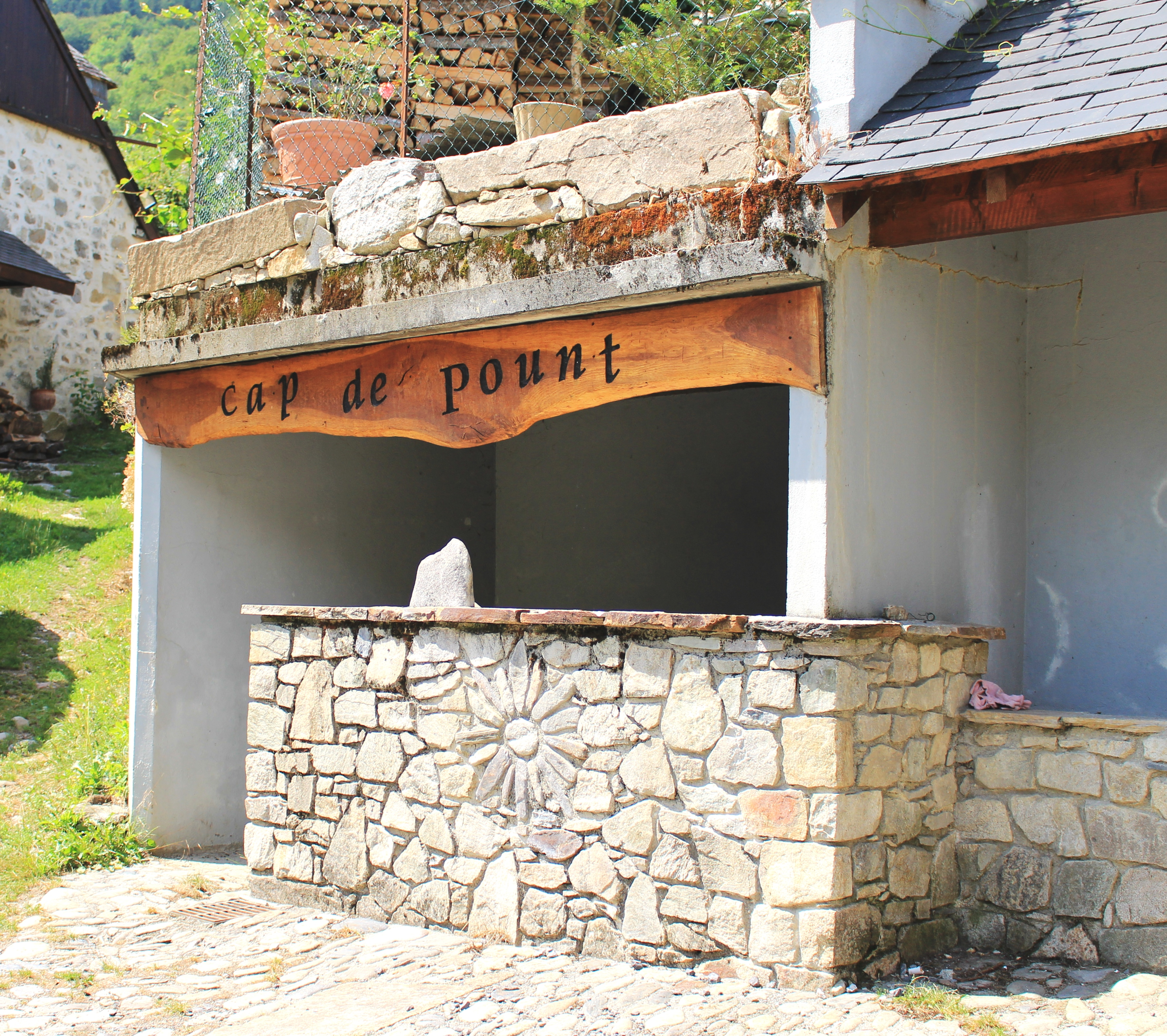
Lavoir Cap de Pount
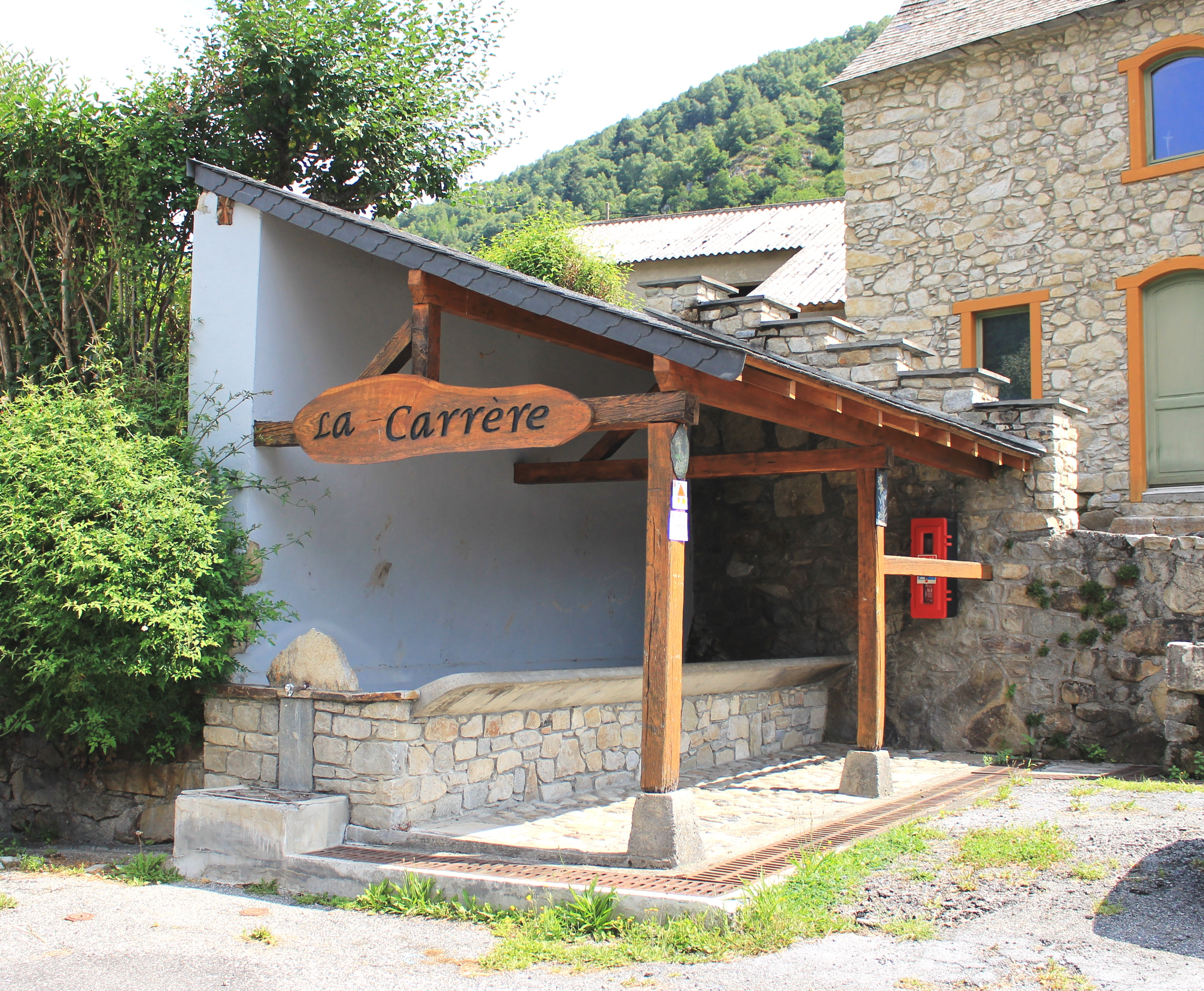
Lavoir La Carrère
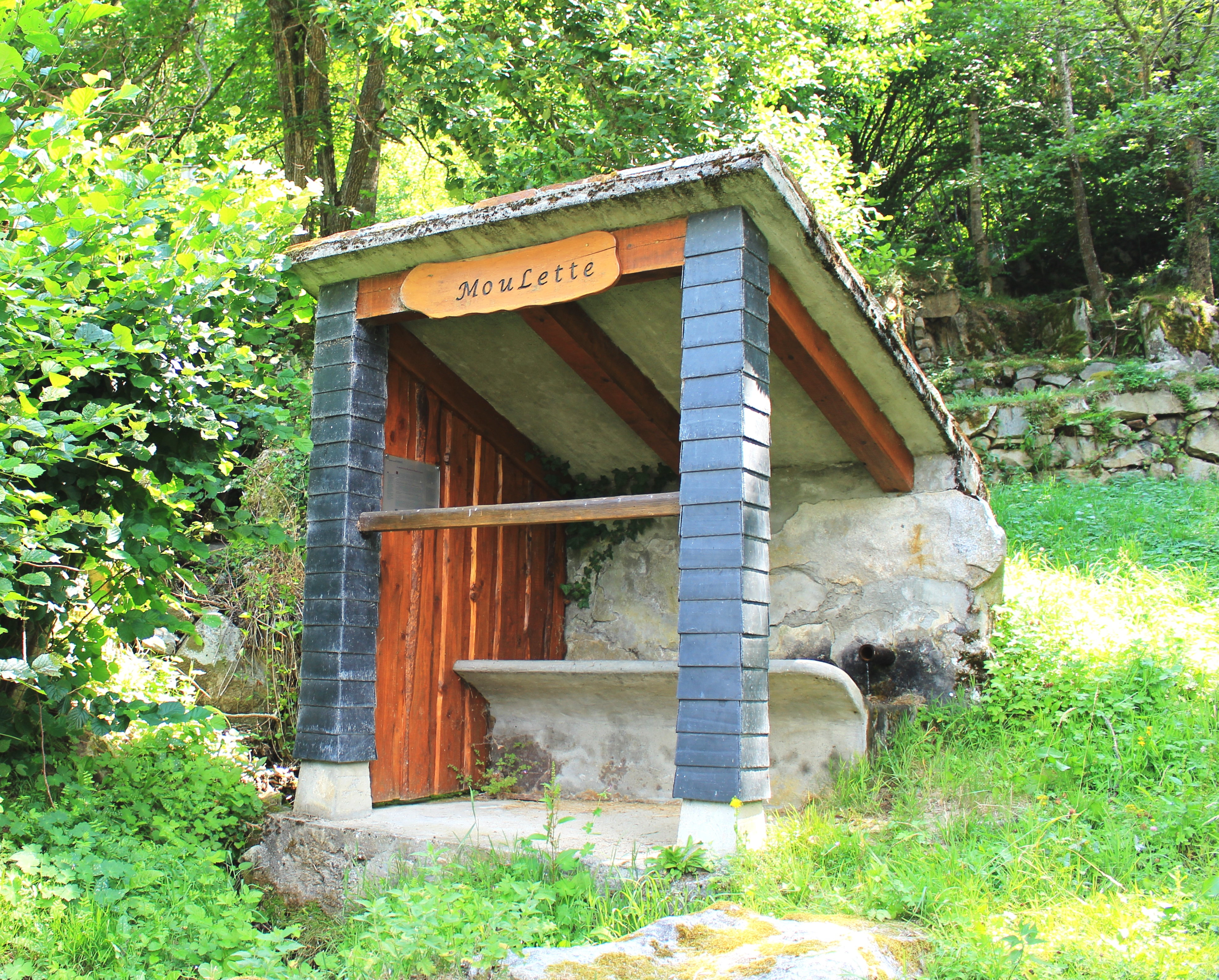
Lavoie Moulette
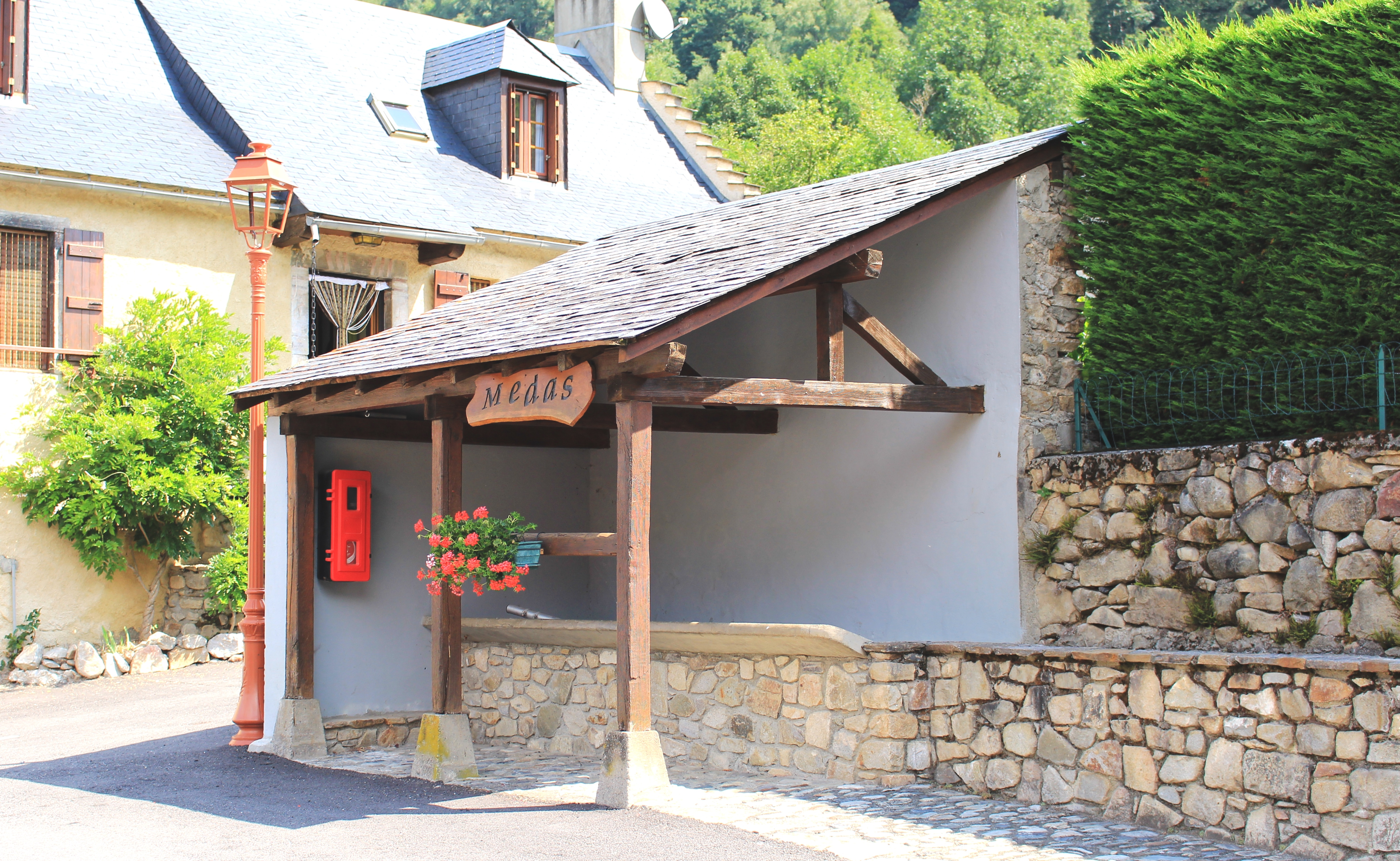
Lavoir Médas
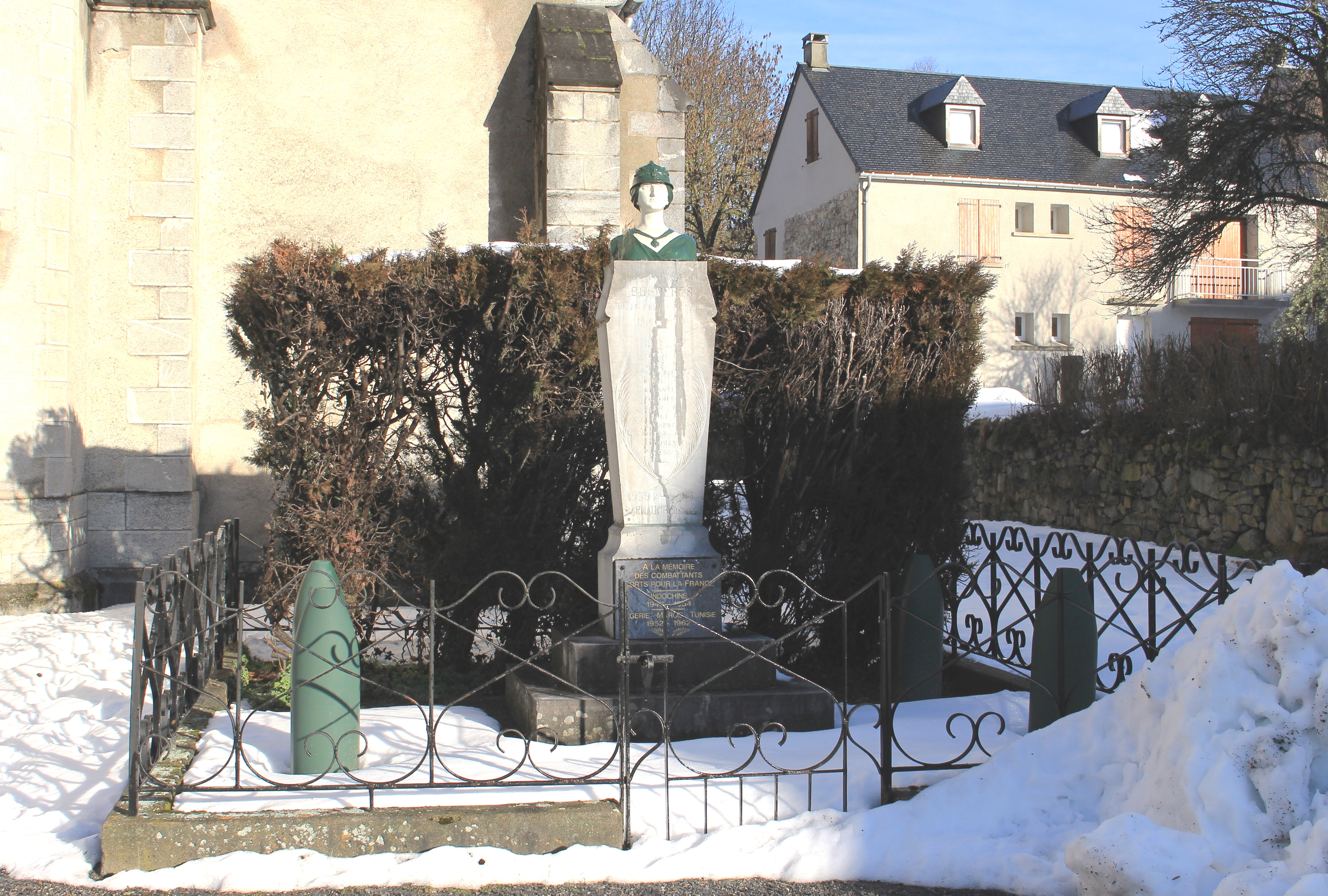
Gefallenendenkmal